# 경재윤
경재윤(1988년 4월 6일 ~ )은 대한민국의 축구 선수이며 포지션은 미드필더이다.